# Paulus Crosnensis
Paulus Crosnensis auch Paulus Joannes De Crosno (polnisch Paweł z Krosna; * um 1470 in Krosno; † 1517 in Nowy Sącz) war ein bedeutender polnischer Humanist, Professor, Schriftsteller und Übersetzer der Renaissance in Polen-Litauen. Er veröffentlichte in lateinischer Sprache unter dem Pseudonym Ruthenus.

## Leben
Paulus Crosnensis war bürgerlicher Abstammung, sein Vater Johann Procler war Bürgermeister von Krosno.  Ab 1491 studierte er an der Krakauer Akademie und später an der Universität Greifswald. 1499 legte er in Greifswald das Bakkalaureat ab und kehrte 1500 nach Krakau zurück, wo er ab 1506 an der Universität lehrte. Zu seinen Studenten zählten Krzysztof Suchten, Johannes Dantiscus und Ioannes Visliciensis. Er ging zeitweise an den Hof von nach Buda in Ungarn. Also Dichter rivalisierte er in Wettbewerben mit seinem Schüler Johannes Dantiscus und Andrzej Krzycki.

## Werke
Seine zahlreichen Werke auf Latein erschienen in Krakau und Buda.